# Pissy-Pôville
Pissy-Pôville est une commune française située dans le département de la Seine-Maritime en région Normandie.

## Géographie

### Localisation
| Barentin | Fresquiennes            | Eslettes |
|          | Pissy-Pôville           |          |
| Roumare  | Saint-Jean-du-Cardonnay | Malaunay |

### Hydrographie
La commune est située dans le bassin Seine-Normandie. Elle n'est drainée par aucun cours d'eau,.

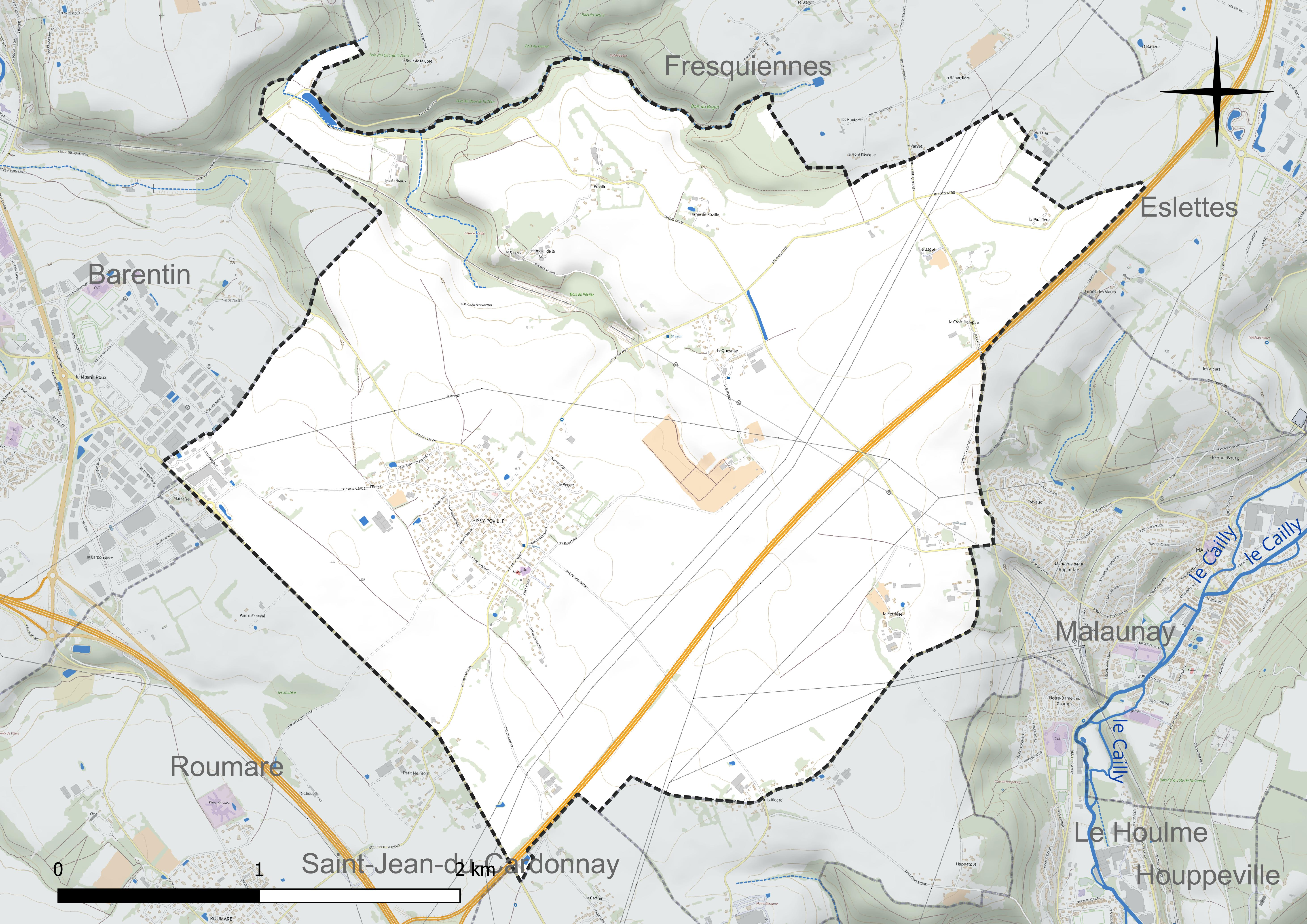
Réseau hydrographique de Pissy-Pôville.

### Climat
Pour des articles plus généraux, voir Climat de la Normandie et Climat de la Seine-Maritime.
En 2010, le climat de la commune est de type climat océanique altéré, selon une étude du CNRS s'appuyant sur une série de données couvrant la période 1971-2000. En 2020, Météo-France publie une typologie des climats de la France métropolitaine dans laquelle la commune est exposée à un climat océanique et est dans la région climatique Côtes de la Manche orientale, caractérisée par un faible ensoleillement (1 550 h/an) ; forte humidité de l’air (plus de 20 h/jour avec humidité relative > 80 % en hiver), vents forts fréquents. Parallèlement le GIEC normand, un groupe régional d’experts sur le climat, différencie quant à lui, dans une étude de 2020, trois grands types de climats pour la région Normandie, nuancés à une échelle plus fine par les facteurs géographiques locaux. La commune est, selon ce zonage, exposée à un « climat maritime », correspondant au Pays de Caux, frais, humide et pluvieux, légèrement plus frais que dans le Cotentin.
Pour la période 1971-2000, la température annuelle moyenne est de 10,5 °C, avec une amplitude thermique annuelle de 13,2 °C. Le cumul annuel moyen de précipitations est de 859 mm, avec 13,1 jours de précipitations en janvier et 8,5 jours en juillet. Pour la période 1991-2020, la température moyenne annuelle observée sur la station météorologique la plus proche, située sur la commune de Rouen à 12 km à vol d'oiseau, est de 12,6 °C et le cumul annuel moyen de précipitations est de 817,9 mm,. Pour l'avenir, les paramètres climatiques de la commune estimés pour 2050 selon différents scénarios d’émission de gaz à effet de serre sont consultables sur un site dédié publié par Météo-France en novembre 2022.

## Urbanisme

### Typologie
Au 1er janvier 2024, Pissy-Pôville est catégorisée bourg rural, selon la nouvelle grille communale de densité à sept niveaux définie par l'Insee en 2022.
Elle est située hors unité urbaine. Par ailleurs la commune fait partie de l'aire d'attraction de Rouen, dont elle est une commune de la couronne,. Cette aire, qui regroupe 317 communes, est catégorisée dans les aires de 200 000 à moins de 700 000 habitants,.

### Occupation des sols
L'occupation des sols de la commune, telle qu'elle ressort de la base de données européenne d’occupation biophysique des sols Corine Land Cover (CLC), est marquée par l'importance des territoires agricoles (87,4 % en 2018), en diminution par rapport à 1990 (88,7 %). La répartition détaillée en 2018 est la suivante : 
terres arables (71 %), prairies (15,9 %), forêts (6,8 %), zones urbanisées (5 %), zones industrielles ou commerciales et réseaux de communication (0,8 %), zones agricoles hétérogènes (0,5 %). L'évolution de l’occupation des sols de la commune et de ses infrastructures peut être observée sur les différentes représentations cartographiques du territoire : la carte de Cassini (XVIIIe siècle), la carte d'état-major (1820-1866) et les cartes ou photos aériennes de l'IGN pour la période actuelle (1950 à aujourd'hui).

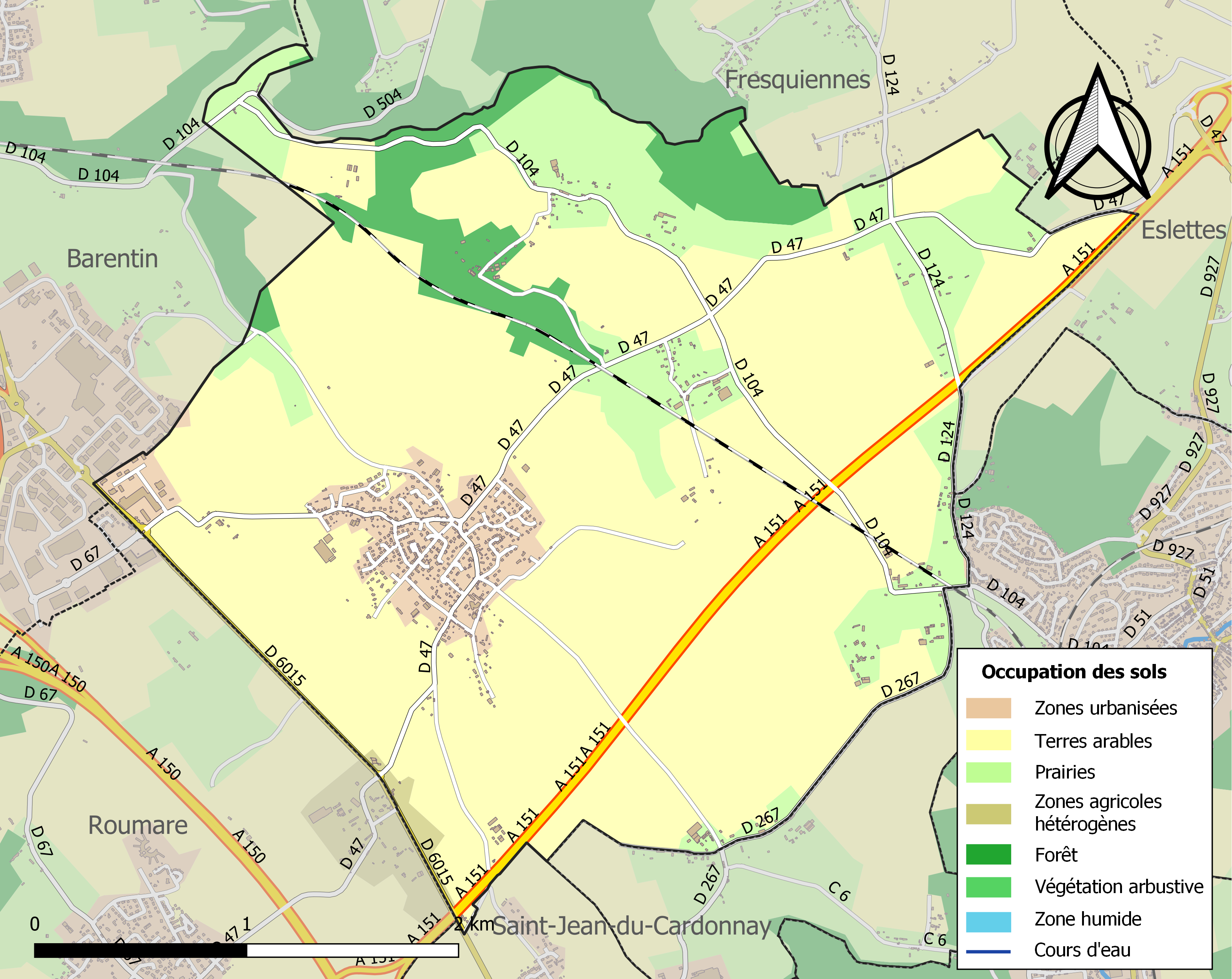
Carte des infrastructures et de l'occupation des sols de la commune en 2018 (CLC).

### Voies de communication et transports
La gare ferroviaire la plus proche est la gare de Barentin.
La commune est desservie par la ligne de car régional Nomad 526 qui va de Yerville à Rouen.

## Toponymie
Pissy et Pôville fusionnent en 1822.
Pissy : est attesté sous les formes Piscei en 1006, Pisciacus vers 1025, Pissei en 1040 et vers 1050.
Pôville : est attesté sous les formes Povilla entre 1185 et 1207 ; Ecclesia de Pouvilla vers 1240 ; Poovilla en 1337 ; Poville en 1319 ; Poville 1431 (Longnon) ; Porville en 1460; Poville en 1526 et 1527.

## Histoire
La commune est le résultat de la fusion de Pissy et de Pôville en 1822.

## Politique et administration
| Période                                  | Période                     | Identité             | Étiquette | Qualité |
| ---------------------------------------- | --------------------------- | -------------------- | --------- | --- |
| Les données manquantes sont à compléter. |                             |                      |           | |
| 1852                                     |                             | Gustave Delaistre    |           | |
| 1936                                     |                             | M. Acher             |           | |
| Les données manquantes sont à compléter. |                             |                      |           | |
|                                          | 1977                        | Jacques Chesneau     |           | |
| 1977                                     | 1986                        | Jean-Claude Fretigny | DVG       | |
| 1986                                     | 1995                        | Guy Boyer            |           | |
| Les données manquantes sont à compléter. |                             |                      |           | |
| mars 2001                                | En cours (au 10 août 2020.) | Paul Lesellier       |           | Agriculteur Vice-président de la CCPNOR (2003 → 2014) Vice-président de la CCInter-Caux-Vexin (2020 → ) Réélu pour le mandat 2020-2026, |

## Population et société

### Démographie
L'évolution du nombre d'habitants est connue à travers les recensements de la population effectués dans la commune depuis 1793. Pour les communes de moins de 10 000 habitants, une enquête de recensement portant sur toute la population est réalisée tous les cinq ans, les populations de référence des années intermédiaires étant quant à elles estimées par interpolation ou extrapolation. Pour la commune, le premier recensement exhaustif entrant dans le cadre du nouveau dispositif a été réalisé en 2008.

En 2022, la commune comptait 1 279 habitants, en évolution de +1,99 % par rapport à 2016 (Seine-Maritime : +0,35 %, France hors Mayotte : +2,11 %).
| 1793 | 1800 | 1806 | 1821 | 1831 | 1836 | 1841 | 1846 | 1851 |
| ---- | ---- | ---- | ---- | ---- | ---- | ---- | ---- | ---- |
| 510  | 510  | 460  | 473  | 705  | 740  | 780  | 788  | 752  |

| 1856 | 1861 | 1866 | 1872 | 1876 | 1881 | 1886 | 1891 | 1896 |
| ---- | ---- | ---- | ---- | ---- | ---- | ---- | ---- | ---- |
| 758  | 702  | 720  | 625  | 524  | 551  | 598  | 649  | 605  |

| 1901 | 1906 | 1911 | 1921 | 1926 | 1931 | 1936 | 1946 | 1954 |
| ---- | ---- | ---- | ---- | ---- | ---- | ---- | ---- | ---- |
| 638  | 686  | 690  | 617  | 594  | 511  | 542  | 543  | 536  |

| 1962 | 1968 | 1975 | 1982 | 1990  | 1999  | 2006  | 2008  | 2013  |
| ---- | ---- | ---- | ---- | ----- | ----- | ----- | ----- | ----- |
| 542  | 568  | 683  | 947  | 1 089 | 1 256 | 1 281 | 1 288 | 1 234 |

| 2018  | 2022  | - | - | - | - | - | - | - |
| ----- | ----- | - | - | - | - | - | - | - |
| 1 275 | 1 279 | - | - | - | - | - | - | - |

### Médias
- Le quotidien Paris-Normandie et l'hebdomadaire Le Courrier cauchois relatent les informations locales.
- La commune est située dans le bassin d'émission de la chaîne de télévision France 3 Normandie.

## Économie

### Entreprises et commerces
Centre commercial du Mesnil Roux

## Culture locale et patrimoine

### Lieux et monuments
Église Saint-Martin.

### Personnalités liées à la commune
- Firmin Doury (1512-1578), professeur de philosophie, traducteur d'Aristote et député aux États de Normandie, y est né.
- L'abbé Dominique-Charles Nicolle (1758-1835), recteur de l'Académie de Paris et confesseur de Louis XVIII, y est né. Il est également fondateur du lycée Richelieu à Odessa en 1812.
- Théodore Bachelet (1820-1879), historien et érudit, y est né.
- Tristan Lecourtois (2003- ), ingénieur en intelligence artificielle à la NASA[26].